# Амбер (Хроніки Амбера)
Амбер (англ. Amber, іноді — Ембер) — вигадане місто з циклу романів Роджера Желязни «Хроніки Амбера». Згідно з циклом романів Амбер — єдине реально існуюче місце у всесвіті, інші місця — лише його Віддзеркалення (в деяких перекладах — Тіні). Оскільки amber у перекладі з англійської — «бурштин», в деяких перекладах Амбер називають Бурштиновим королівством.

## Географія
Замок Амбер стоїть на схилі гори Колвір, а місто розташоване коло її підніжжя. Колвір — найвища гора в Амбері. Підніжжя гори Колвір омивається морем. На підході до Амбера з Тіней знаходиться Арденський ліс.

## Вогненний шлях
В оригіналі — англ. Pattern, у різних перекладах перекладається як Лабіринт, Шлях, Вогненний шлях, Візерунок. в серії «Хроніки Амбера» є центром та джерелом існуючого всесвіту. Існує Первісний шлях, у найближчій (першій) Тіні якого знаходиться Амбер. Він був створений Дворкіном, який відрікся від Хаосу за участю Єдинорога (реальна істота, що стала символом Порядку). Шлях можна створити за допомогою Судного каменю (англ. Jewel of Judgement, також Камінь Правосуддя, Камінь Покарання).
У першій книзі Корвін вважає первісним Візерунком (Шляхом) той, який знаходиться глибоко під Замком Амбера під охороною стражників палацу.

## Фізика
Фізичні та хімічні властивості в Амбері відрізняються від звичайних. Порох з Тіні, де починається дія книги «Дев'ять принців Амбера» і де знаходиться наш світ, не діє у Бурштиновому королівстві. Проте принц Корвін знайшов суміш, яка здатна вибухати у найближчих до Амбера Тінях.

## Віддзеркалення
Ребма — Віддзеркалення Амбера у водах моря, що розкинулося у підніжжя Колвіра.
Тір-на Ногт'х — місто-привид, віддзеркалення Амбера у місячному сяйві, з'являється у небесах коло Амбера, на верхів'ї Колвіра тільки при сяйві місяця.

## Цікаві факти
- Слово «Амбер» означає «бурштин».
- У перших книгах циклу «Хроніки Амбера» зазначається, що риси Амбера присутні в усіх містах Тіней.
- Усі мешканці Амбера, окрім королівської родини, — нащадки переселенців з Тіней. які іммігрували до Бурштинового королівства за багато століть до початку дії першої книги Р. Желязни про Амбер.
- Якщо прочитати «Амбер» навпаки, ми отримаємо назву одного з його Віддзеркалень, Ребми.